# Jim Saxton
Hugh James Saxton, detto Jim (Nicholson, 22 gennaio 1943), è un politico statunitense, membro della Camera dei Rappresentanti per lo stato del New Jersey dal 1984 al 2009.

## Biografia
Dopo alcuni anni passati a servire nella legislatura statale del New Jersey, Saxton venne eletto al Congresso. Rappresentò il 13º distretto congressuale dello stato dal 1984 al 1993 e il 3º distretto congressuale dal 1993 al 2009.
Nonostante le posizioni conservatrici in materia di aborto, Saxton è giudicato un moderato con ideologia quasi centrista.

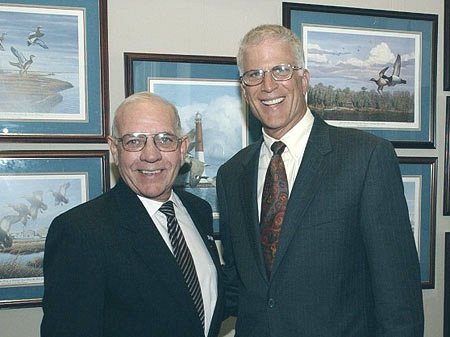
Jim Saxton con l'attore americano Ted Danson.